# Quando ti sei innamorato
Quando ti sei innamorato è un singolo della cantante italiana Orietta Berti, pubblicato il 4 marzo 2021 e tratto dal ventottesimo album in studio La mia vita è un film.
Il brano è stato eseguito per la prima volta dalla cantante durante la seconda serata del Festival di Sanremo 2021, classificandosi al nono posto nella serata finale.

## Tracce
Testi e musiche di Francesco Boccia, Ciro Esposito e Marco Rettani, eccetto dove indicato.
Download digitale
1. Quando ti sei innamorato – 3:39

7"
- Lato A

1. Quando ti sei innamorato – 3:40

- Lato B

1. Io che amo solo te (feat. Le Deva) – 3:38 (Sergio Endrigo)

## Classifiche
| Classifica (2021) | Posizione massima |
| ----------------- | ----------------- |
| Italia            | 56                |